# Палласеум

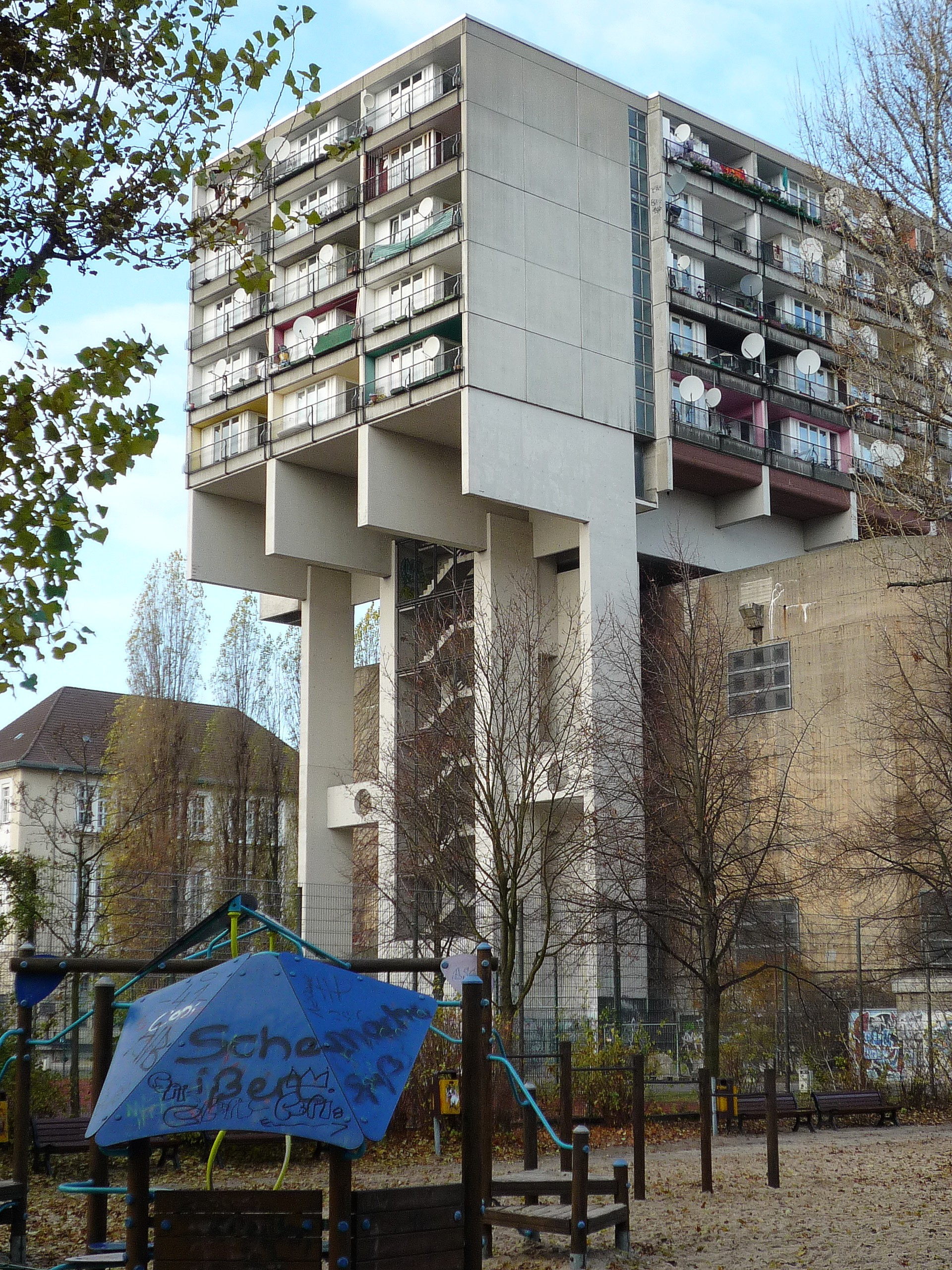
Палласеум возвышается над сохранившимся бункером Берлинского дворца спорта. Вид со стороны парка Генриха Клейста

Палласе́ум (нем. Pallasseum — по названию улицы Палласштрассе, улицы Палласа) — жилой комплекс в берлинском районе Шёнеберг по улице Палласштрассе. Изначально носил название «жилой дом у парка Клейста».
12-этажное здание было построено полностью из бетона в 1977 году по проекту архитектора Юргена Заваде и как образцовый объект современного жилого строительства. Прежде на этом месте Западного Берлина находился Берлинский дворец спорта, его снесли 13 ноября 1973 года. 
Со временем среди жильцов появилось всё больше иммигрантов, и из-за высокой плотности населения здание утратило прежнюю привлекательность. Сооружение страдало от вандализма. Превратившись в сцену многочисленных социальных конфликтов, здание получило прозвище «Социальный дворец». На рубеже веков ситуация ухудшилась настолько, что на политическом уровне обсуждался вопрос полного сноса здания. В конце концов было принято решение о благоустройстве квартала с привлечением градостроительных и социальных служб. Сначала был проведён ремонт подъездов и придомовой территории. На парковке перед высоткой был разбит парк Палласа, в здании открылось кафе. С 2001 года здание официально называется «Палласеум» , он назван, так же как и улица на которой он находится, в честь  Пётра Симона Палласа (Pjótr Símon Pallás)- прусского натуралиста, географа и исследователя.  Он родился 22 сентября 1741 года в Берлине ; † 8 сентября 1811 года там же). Он был  действительным членом Академии наук в Санкт-Петербурге в 1767 году и предпринял экспедиции по Сибири и югу Российской империи в 1768–1774 и 1793/1794 годах, спонсируемые царицей Екатериной II .